# Cantonul Barcelonnette
Cantonul Barcelonnette este un canton din arondismentul Barcelonnette, departamentul Alpes-de-Haute-Provence, regiunea Provence-Alpes-Côte d'Azur, Franța.

## Comune
- Barcelonnette (reședință)
- La Condamine-Châtelard
- Enchastrayes
- Faucon-de-Barcelonnette
- Jausiers
- Larche
- Meyronnes
- Saint-Paul-sur-Ubaye
- Saint-Pons
- Les Thuiles
- Uvernet-Fours